# 도피성

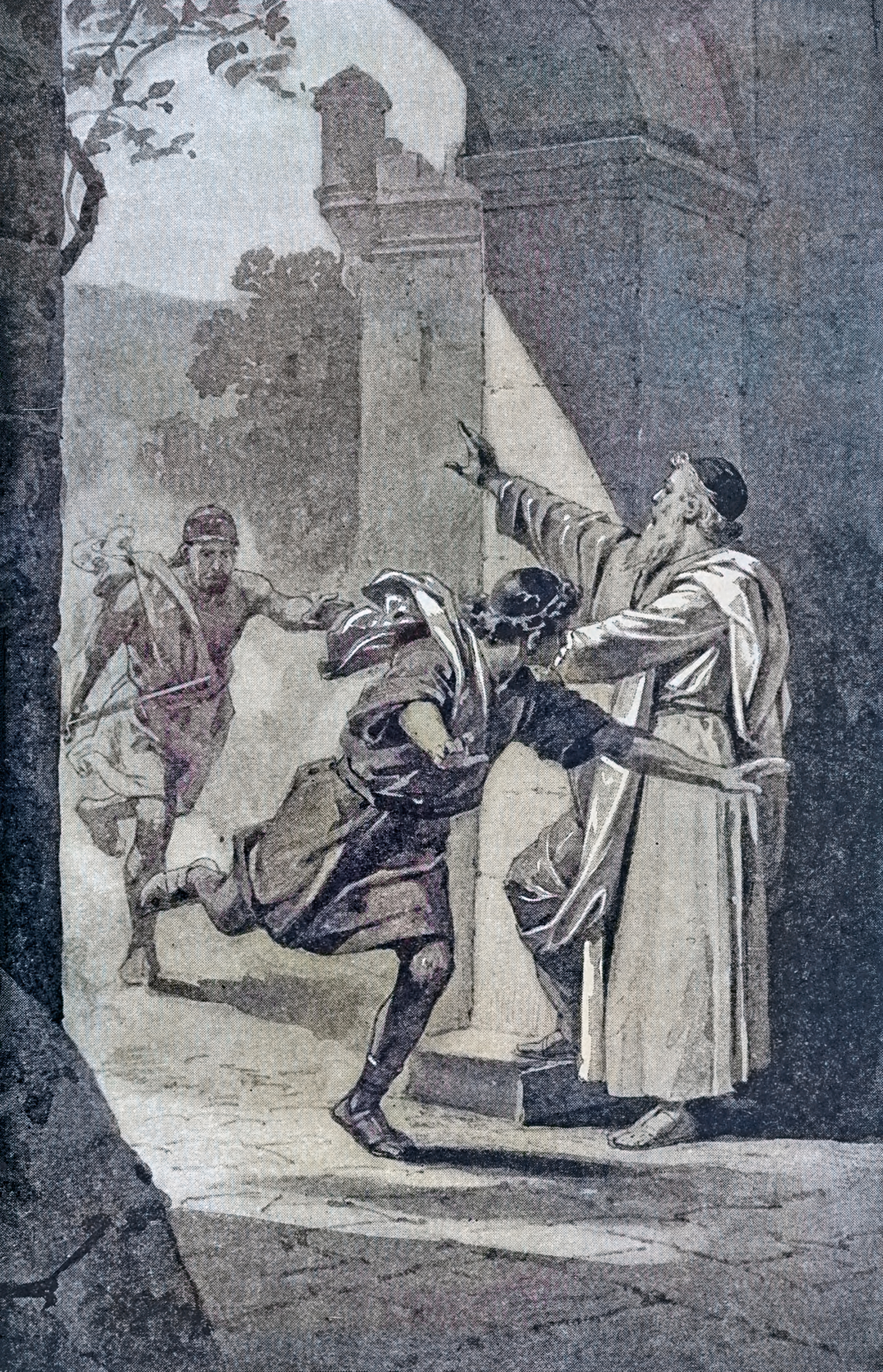

도피성(히브리어: ערי קלת 'ārê ha-miqlāṭ)은 우발적 살인을 저지른 사람들이 피난할 권리를 주장할 수 있는 이스라엘 왕국과 유다 왕국의 레위 사람들의 여섯 성읍이었다. 마이모니데스는 탈무드 문헌을 인용하여 도피 도시의 수를 레위인의 도시 48개 모두로 확장한다. 이들 도시 밖에서는 그러한 가해자에 대한 유혈 복수가 법으로 허용되었다. 성경에는 도피성 여섯 도시가 언급되어 있는데, 요단강 동쪽(왼쪽)의 골란, 라못, 보솔과 서쪽(오른쪽)의 게데스, 세겜, 헤브론이다.

## 성경적 규정

### 민수기에서
민수기에는 도피성에 관한 법이 명시되어 있는데, 일단 망명을 신청하면 가해자는 그 도시에서 끌려나와 재판을 받아야 했다. 재판에서 가해자가 살인 혐의가 없다고 판단되면 가해자는 (자신의 보호를 위해) 보호를 받으며 망명을 신청한 도시로 송환되어야 했다. 이 법전은 피의 돈을 범죄를 가중시키는 용납할 수 없는 장치로 취급하며, 속죄는 살인자의 피로만 이루어질 수 있다고 주장한다.
민수기는 일단 유대인 대제사장이 죽은 후에는 가해자에게 어떠한 해악도 가해지는 것을 허용하지 않았으며, 그 시점에서 가해자는 두려움 없이 자유롭게 도시를 떠날 수 있었다고 말한다.

### 신명기에서
신명기의 배경을 보면, 이스라엘 백성은 요단강 동편의 여러 왕국을 정복하고 가나안 땅에 들어가려고 한다. 이때 모세는 동쪽에서 세 도피성을 분리했다. 나중에 가나안을 정복하면 세 성읍을 따로 구별하고, '네 하나님 여호와께서 네 지경을 넓히시면' 세 성읍을 더 구별하라고 규정하고 있다. 따라서 총 도시 수는 9개까지 될 수 있다. 앨버트 반스(Albert Barnes)는 추가된 세 도시가 "이집트 강에서 유프라테스까지, 하나님이 약속하신 최대한의 한계까지 이스라엘 국경이 확장될 것으로 예상되는" 것을 허용했다고 밝혔으며(창 15:8) 킹 제임스 버전은 신명기 19:8 약속의 땅의 해안이 확장될 것이라고 언급했다.
민수기는 가해자가 재판을 받는 것을 묘사하지만, 신명기는 가해자가 살인죄를 범하면 범죄를 저지른 성읍의 장로들이 가해자를 돌려보내도록 요구하고 그를 불쌍히 여기지 않고 복수자에게 죽여야 할 피를 넘겨주어야 한다고 말한다. 신명기는 대제사장에게 어떤 역할도 주지 않고 범법자가 집으로 돌아갈 수 있는 조건을 언급하지 않지만, 범법자가 쉽게 도피할 수 있도록 도피성까지 도로를 건설해야 한다고 명시한다.

### 여호수아에서
여호수아서의 한 장에서는 또한 도피성에 대한 규정을 반복하면서 가해자가 그 도시에 도착하면 그 도시의 장로들에게 일어난 일을 알려야 하고 그 후에 도시 안에 살기 위해 그들은 그에게 살 곳을 찾아야 한다고 덧붙였다. 현대 성경 비평가들은 이 장이 신명기 저자에 의해 기록된 것으로 간주한다. 이 장의 맛소라 본문에는 대제사장의 죽음에 대한 역할이 포함되어 있지만 칠십인역의 이 장 버전에서는 이에 대해 언급하지 않는다.